# Metriocnemus eryngiotelmatus
Metriocnemus eryngiotelmatus är en tvåvingeart som beskrevs av Mariano Donato och Analia C.Paggi 2005. Metriocnemus eryngiotelmatus ingår i släktet Metriocnemus och familjen fjädermyggor. Inga underarter finns listade i Catalogue of Life.